# Estádio de Wutaishan
O Estádio de Wutaishan (Chinês simplificado: 五台山体育场) é um estádio multi-usos no Centro Desportivo de Wutaishan (Chinês simplificado: 五台山体育中心) em Nanquim, China. Actualmente, é usado sobretudo para jogos de futebol, tendo capacidade para 18.500 pessoas. Foi usado nos Jogos Olímpicos de Verão da Juventude de 2014 para a modalidade de futebol.